# Aircraft Research BT-11
El Aircraft Research XBT-11 debía haber sido un entrenador básico construido por la Aircraft Research Corporation (anteriormente, la Vidal Research Corporation), de Bendix, Nueva Jersey, mediante el moldeado del "Weldwood", un material compuesto de contrachapado "plástico" realizado de resinas de fenol fenol-formaldehído y madera procesadas con calor y presión, similar al proceso del Duramold. Los procesos del Duramold y del Haskelite fueron desarrollados por primera vez en 1937, seguidos por el Weldwood de Eugene L. Vidal en 1938. Un contrato de producción, propuesto en 1940, fue cancelado antes de que ningún aparato fuese construido.

## Especificaciones
Referencia datos: airplane.designation-systems.net

### Características generales
- Tripulación: Dos (alumno e instructor)
- Longitud: 8,4 m (27,5 ft)
- Envergadura: 13 m (42,7 ft)
- Peso cargado: 2010 kg (4430 lb)
- Planta motriz: 1× motor radial de nueve cilindros refrigerado por aire Pratt & Whitney R-985-25.
  - Potencia: 340 kW (469 HP; 462 CV)

### Rendimiento
- Velocidad máxima operativa (Vno): 272 km/h (169 MPH; 147 kt)

## Aeronaves relacionadas

### Desarrollos relacionados
- Timm PT-160 (entrenador de materiales compuestos de madera)

### Secuencias de designación
- Secuencia BT-_ (Entrenadores Básicos del USAAC/USAAF, 1930-1948): ← BT-8 - BT-9 - BT-10 - BT-11 - BT-12 - BT-13 - BT-14 →